# Vysvětlení na všechno
Vysvětlení na všechno, v originále maďarsky Magyarázat mindenre, je maďarský dramatický film z roku 2023. Jde o třetí film maďarského režiséra Gábora Reisze, který je zároveň i scenáristou.

## Herecké obsazení
| Gáspár Adonyi-Walsh  | Ábel Trem       |
| István Znamenák      | György Trem     |
| András Rusznák       | Jakab Maár      |
| Rebeka Hatházi       | Erika           |
| Lilla Kizlinger      | Janka Szabadi   |
| Eliza Sodró          | Dorka           |
| Krisztina Urbanovits | Judit           |
| Dániel Király        | Balázska        |
| Tamás Fodor          | Elemér Hargitay |
| Gergely Kocsis       | Márton Csángó   |
| Péter Szeiler        | Vajk            |
| Tünde Bacskó         | Márta           |

## Ocenění
| Ocenění                             | Datum          | Kategorie                       | Nominace                | Výsledek |
| ----------------------------------- | -------------- | ------------------------------- | ----------------------- | -------- |
| Benátský filmový festival           | 9. září 2023   | Cena Orizzonti za nejlepší film | Gábor Reisz             | Vítěz    |
| Chicago International Film Festival | 21. říjen 2023 | Cena za nejlepší film           | Gábor Reisz             | Vítěz    |
| Chicago International Film Festival | 21. říjen 2023 | Cena za nejlepší scénář         | Gábor Reisz Éva Schulze | Vítěz    |